# Tresors del Museu Reial d'Ontàrio
Els tresors del Museu Reial d'Ontario (el ROM) a Toronto, Canadà, també anomenats Objectes Icònics (Iconic Objects en anglés), són un grup de setze objectes seleccionats dels sis milions que formen la vasta col·lecció d'objectes que guarda aquesta institució. Foren triats per un grup d'experts per la seua “importància cultural”, la seua “raresa” i la seua “contribució acadèmica internacional”.
La col·lecció del ROM reuneix des de figures històriques i obres d'art fins a espècimens biològics i exemplars de la vida contemporània provinents de tot el món. Els seus responsables continuen cercant objectes de diferents fonts per acréixer aquesta col·lecció. La selecció d'aquests Tresors data del 2010, i s'espera adquirir-ne més.Plantilla:Imagen múltiple

## Els setzeTresorsdel ROM

### Galeries del Nivell 1
- Tomba del General Zu Dashou (tomba Ming), galeria d'arquitectura xinesa del ROM, ala de la sendera dels Filòsofs
- El Paradís de Maitreya, galeria Bisbe White d'art religiós xinés, ala de la sendera dels Filòsofs
- Tòtems Nisga'a i Haida del Museu Reial d'Ontario, Rotunda
- La mort del general Wolfe, galeria del Canadà Sigmund Samuel, ala Família Weston

### Galeries del Nivell
- Gros (Barosaurus), galeries de l'Edat dels dinosaures, James i Louise Temerty, Cristal Michael Lee-Chin
- Parasaurolophus walkeri, galeries de l'Edat dels dinosaures, James i Louise Temerty, Cristal Michael Lee-Chin
- Tagish Lake (meteorit), galeries Teck: Tresors de la Terra, ala Família Weston
- Llum del desert (gemma de cerusita), galeries Teck: Tresors de la Terra, ala Família Weston
- Bull (rinoceront blanc), vida en crisi: galeria Schad de Biodiversitat, bloc central
- Esquist de Burgess, galeria de la vida primigènia, Peter F. Bronfman, Ala Hilary i Galen Weston

### Galeries del Nivell 3
- La dama blava (escultura de Navjot Altaf), galeria del Sud-est asiàtic Sir Christopher Ondaatje
- Lleó errant, galeria Wirth d'Orient Mitjà, Cristal Michael Lee-Chin
- Bust de Cleòpatra, galeries d'Àfrica: Egipte, ala de la sendera dels Filòsofs
- Estàtua de Sejmet, galeries d'Àfrica: Egipte, ala de la sendera dels Filòsofs
- Llibre dels morts d'Amenemhat, galeries d'Àfrica, ala de la sendera dels Filòsofs
- Armadura del comte de Pembroke, galeries europees Samuel, ala família Weston